# 박정욱 (프로게이머)
박정욱(1987년 8월 19일~ )은 대한민국의 전직 스타크래프트 프로게이머이다. Ever)T(Sheis라는 ID를 사용하며, 종족은 테란이다. STX SouL 소속이다.
2006년 하반기 드래프트에서 STX SouL의 1차 지명으로 입단하였다.
2008년 9월 23일 현역으로 군에 입대하여 인제군에서 군 복무를 마치고 2010년 8월 5일에 제대했다.

## 우승기와 망한테란
2007년 1월 27일 XTM에서 중계하였던 "슈퍼파이트"의 테란 VS 테란에서 일어난 사건이다. 새롭게 슈퍼파이트의 해설위원이 된 우승기 해설위원이 임요환 vs 박정욱의 아카디아 2 맵에서 벌어진 경기를 해설했는데, 본진의 위치를 위장한 후 게릴라전을 단행한 임요환의 벌쳐 5대가 박정욱의 본진에 난입하면서 잽싸게 스파이더 마인을 매설, 박정욱의 탱크 2대를 모두 없애고 SCV를 공격하자 "아~ 망했어요~ 망했어요~!"를 연발하고야 만다.
이 사건으로 당시 네이버를 포함한 포털 사이트에는 우승기 해설위원과 우승기의 해설 영상을 찾는 사람으로 인산인해였다. 결국 박정욱은 벌처 난입을 이기지 못해 임요환에게 패함과 동시에, 이 경기로 "망한 테란"이라는 불명예스러운 별명이 붙게 된다.
제대한 후 2010년 12월 31일에 방영한 MBC GAME의 "성춘쇼" 30회에 김동건과 함께 출연했다. 정인호의 질문에 그는 이 사건 때문에 우승기를 만나면 가만히 있지 않겠다고 말했을 정도였으며, 우승기도 이 경기 이후 큰 파장으로 인해 해설로 나서지 못했다고 한다.
슈퍼파이트 이후 2007년 8월 7일 곰TV 서바이버 리그에서는 이영호가 몰래 보낸 다크템플러로 인해 자신이 매설하였던 스파이더 마인에 메카닉 병력을 대거 잃고 패하는 굴욕을 당한 경기가 있었고, 그 전에는 이성은에게 초반에 조이기를 당한 후 단 9분 만에 패스트 핵미사일 공격을 당하며 무너지는 수모를 겪고 말았다. 신상호에게도 스파이더 마인 자폭을 당하는 불행을 겪었다.
이 경기들이 모두 2007년에 있었는지라, 결국 선수 생활에 한계를 느꼈던 그는 2008년 9월 23일에 현역으로 입대하여 군 복무를 마쳤다.
2010년 8월 5일에 제대한 그는 STX SouL의 테란 담당 코치로 선임되어 현역에서 은퇴했으며, 2011년까지 코치로 활동하였다. 코치로는 좋은 모습을 보여 주었다.

## 공식 방송 경기 저그전 8전 전승
저그전이 꽤나 강력했는데, 저그전에서 8전 전승을 기록하였다. 2007년에만 저그를 상대로 8전 전승을 기록했는데, 군 복무를 마친 후 은퇴하게 되면서 더 이상의 매치는 없었지만 단일 종족을 상대로 전승을 기록했다는 것은 어느 누구에게도 없는 기록이다.

#### 저그전 전승 일지
- 2007년 4월 7일 11차 MSL 서바이버 토너먼트 32강 2회차 1경기 박정욱 승 이제동 패
- 2007년 4월 7일 11차 MSL 서바이버 토너먼트 32강 2회자 승자전 박정욱 승 박찬수 패
- 2007년 5월 10일 곰TV MSL 시즌2 32강 1경기 박정욱 승 변은종 패
- 2007년 6월 18일 신한은행 프로리그 2007 전기리그 2라운드 공군 vs STX 2세트 박정욱 승 성학승 패
- 2007년 8월 7일 곰TV MSL 시즌3 서바이버 토너먼트 44강 박정욱 승 변은종 패
- 2007년 10월 2일 신한은행 프로리그 2007 후기리그 1라운드 STX vs 위메이드 4세트 박정욱 승 심소명 패
- 2007년 11월 4일 신한은행 프로리그 2007 후기리그 1라운드 STX vs 르까프 2세트 박정욱 승 이제동 패
- 2007년 12월 15일 신한은행 프로리그 2007 후기리그 2라운드 KTF vs STX 1세트 박정욱 승 정명호 패

## 수상 경력

#### 선수 경력
- 2005년 9월 KTF BiGi KOREA e스포츠2005 아마추어 본선진출
- 2007년 신한은행 프로리그 2007 전기리그 신인왕
- 2007년 6월 곰TV MSL 시즌2 16강
- 2007년 IEST 2007 스타크래프트 부문 4강

#### 코치 경력
- 2010년 신한은행 프로리그 09-10 3위
- 2010년 생각대로T SF프로리그 2010 1st 우승
- 2011년 신한은행 프로리그 10-11 6강
- 2011년 생각대로T SF프로리그 2011 1st 우승